# Václav Sedláček

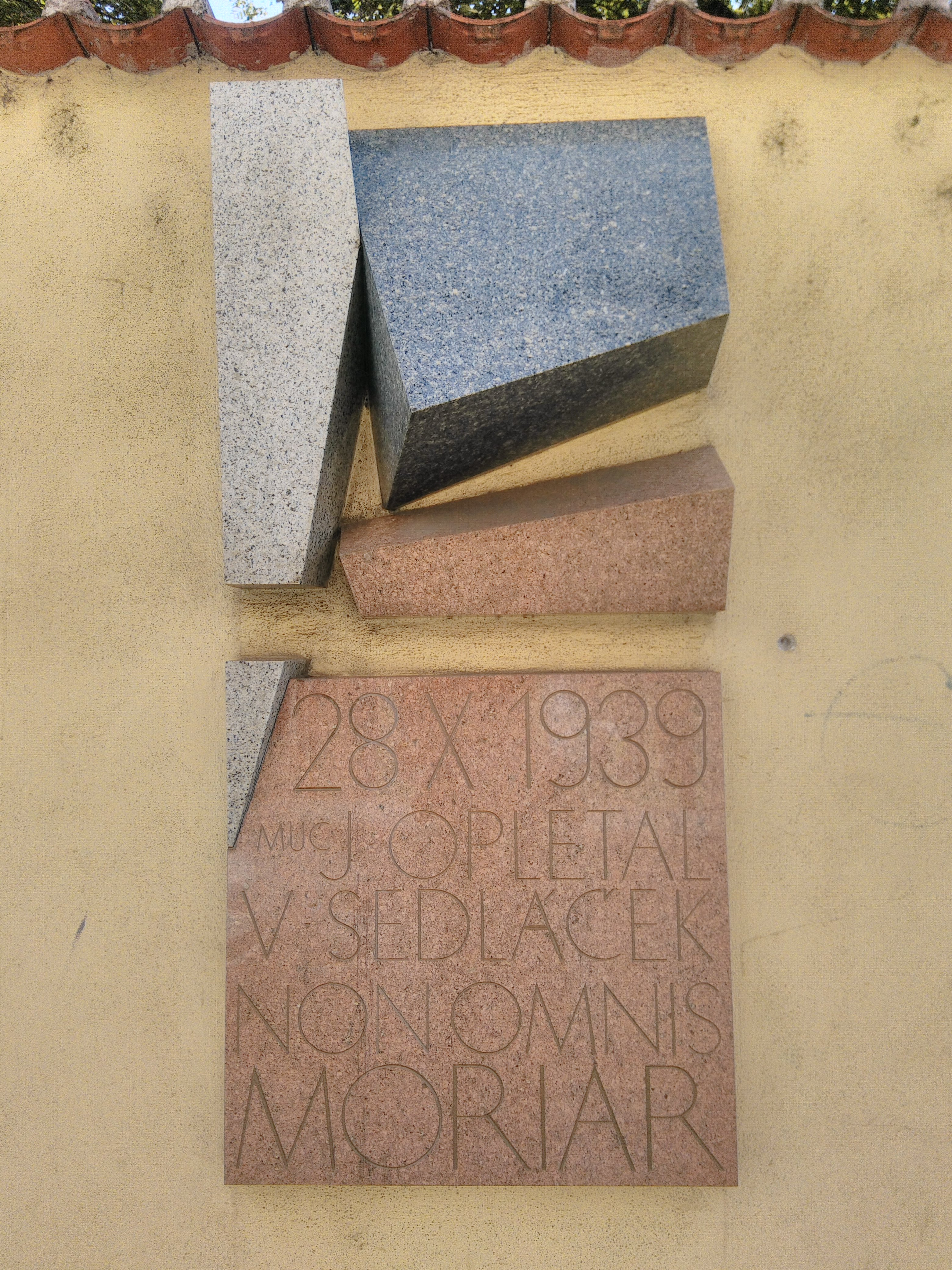
Detail pamětní desky Jana Opletala a Václava Sedláčka v pražské Žitné ulici

Václav Sedláček (22. dubna 1917 Recklinghausen – 28. října 1939 Praha) byl spolu s Janem Opletalem jednou ze dvou obětí střelby do davu při protinacistických demonstracích 28. října 1939 v Praze. Oproti Opletalovi – v souvislosti s jehož smrtí byl 17. listopad ustanoven jako mezinárodní svátek „Den studentstva“ – tento mladý dělník byl a je podstatně méně připomínán.

## Život
Rodiče Václav a Božena Sedláčkovi už sami odmalička vyrůstali v Německu, v Porýní-Vestfálsku, kam se přistěhovali se svými rodiči z Čech (ze vsi Bolkov na Plzeňsku) za prací. V městečku Recklinghausen u Dortmundu tu byla celá kolonie českých horníků, kteří se sice nuceně poněmčili, ale udržovali si české povědomí. I Sedláčkovi byli silně vlastenecky orientovanou rodinou, byť děti – tři synové, Václav z nich byl prostřední (viz rodinné foto) – chodily do německých škol a měly s češtinou problémy. Po základní škole se začal Václav učit na horníka. V roce 1933, po nástupu Hitlera k moci, museli Sedláčkovi z Německa kvůli vzrůstající protičeské nenávisti a pokračující hospodářské krizi odjet a přestěhovali se do staré vlasti, do Ústí nad Labem-Předlic, kde v okolí byly hnědouhelné doly. Václav Sedláček tam dále pokračoval v havířství, ale zároveň nastoupil jako pomocník do pekárny Karoliny Watzkeové v Hrnčířské ulici, kde po večerech a nocích pracoval. Teprve tady se začal doučovat češtinu.
Po okupaci pohraničí na podzim 1938 se Václav spolu s mladším bratrem Karlem přestěhovali do Prahy (rodiče s dalším bratrem Josefem zůstali v Sudetech). V Praze získal zaměstnání jako učeň v pekárně Ladislava Vrbického na Smíchově. Stal se členem Sokola a také Mládeže Národního souručenství.

### Smrt a utajený pohřeb
S okupací zbytkového Česka březnu 1939 se nesmířil a se svou protiněmeckou nechutí se nijak netajil. Příležitost projevit vzdor přišla o 7 měsíců později: ve svátečním obleku a s připnutou trikolórou na klopě se v centru Prahy zúčastnil okupanty zakázaných protestních shromáždění na výročí vzniku samostatného Československa. Během bezohledného rozhánění davů německými vojáky a českými policisty byl však okolo 18:25 na křižovatce ulic Žitná a Ve Smečkách střelen (na stejném místě byl zraněn i Jan Opletal, který svému zranění podlehl později) neznámým pachatelem do srdce. Podle názoru lékařů zemřel cca 5 minut po svém postřelení; když k němu přišli dva policisté, aby jej zvedli, bylo už jeho tělo bezvládné. Odvezeno bylo na pitvu ve VFN na Karlově nám.
Sedláčkův pohřeb se konal 4. listopadu 1939 na hřbitově v Braníku a směli se jej účastnit pouze jeho nejbližší příbuzní a známí; přišlo nakonec i dost Pražanů a rakev nesli čtyři sokolové. Noviny ale dostaly zákaz o pohřbu informovat, nesměl být přítomen ani kněz a celý pohřeb byl monitorován příslušníky čs. policie a gestapa. Bratr Karel, pevně rozhodnutý Václavovu smrt pomstít, se zapojil do aktivit českého odboje, ovšem byl pro svou neopatrnost na udání manželky svého zaměstnavatele zatčen a před koncem války zahynul v nacistickém koncentračním táboře neznámo kde.
Ztrátou těžce zasažení rodiče se o hrob svého syna nebyli z nějakých důvodů schopni postarat. Sedláčkův hrob č. 47 ve II. oddělení hřbitova tak byl roku 1959 (po 20 letech neúdržby) zrušen, resp. pronajat jiným zájemcům a druhotně použit pro jiné pohřby (poslední z nich roku 1999); nicméně, jak bylo nedávno objeveno, jeho tělo v něm stále leží.

## Památka
Sedláčkově oběti se nedostalo takřka žádné publicity, a to ani po válce, ani po nastolení vlády komunistů, kdy by se jeho dělnický původ mohl propagandisticky hodit. Byl na dlouhá desetiletí zapomenut, připomínán jen jako „ten druhý“ vedle hrdiny-studenta Opletala. Badatelé se domnívají – stejně, jako si to mysleli i nešťastní Sedláčkovi rodiče a příbuzenstvo – že podstatným důvodem byl česko-německý původ rodiny, který v atmosféře poválečné protiněmecké nenávisti působil nemalé problémy. (Když se po válce z Recklinghausenu vrátila na výzvu čs. státu většina Čechů, aby pomohli kolonizovat vylidněné pohraničí, setkávali se dlouho pro svou horší češtinu a německý přízvuk s nevraživostí a ústrky, okolí je totiž považovalo za sudetské Němce.)
Dnes má Václav Sedláček na místě, kde byl zastřelen, spolu s Janem Opletalem alespoň pamětní desku. V Praze-Michli je po něm pojmenována ulice. A v říjnu 2018 byla z iniciativy ústeckého historika Martina Krska a novinářů deníku MF Dnes na jeho počest umístěna na hřbitově v Praze-Braníku (kde byl jeho hrob v té souvislosti znovu objeven) pamětní deska s textem: „Václav Sedláček padl vedle Jana Opletala při střelbě do účastníků největší demonstrace proti nacistické okupaci.“